# Angelus Novus
Angelus Novus es un dibujo a tinta china, tiza y acuarela sobre papel, pintado en 1920 por el pintor suizo Paul Klee y adquirido posteriormente por el filósofo y crítico alemán Walter Benjamin.
El título de la obra, Angelus Novus ('ángel nuevo' en latín), remite a una leyenda judía originaria del Talmud. Este motivo sirvió de inspiración a Benjamin para su famosa teoría del «Ángel de la historia», una visión pesimista del devenir histórico como un ciclo incesante de desesperación.
En la actualidad, forma parte de la colección del Museo de Israel, en Jerusalén.

## Interpretación
Un «ángel nuevo», según la tradición hebrea, es una criatura celestial creada para servir y renovar un cántico eterno ante Dios. Walter Benjamin lo explicaba en la presentación de la revista Angelus Novus: «Una leyenda talmúdica nos dice que una legión de ángeles nuevos son creados a cada instante para, tras entonar su himno ante Dios, terminar y disolverse ya en la nada».
La conservadora de arte israelí Ariella Azoulay dedicó un capítulo de su libro Once Upon a Time: Photography following Walter Benjamin ("Érase una vez: la fotografía después de Walter Benjamin") al Angelus Novus, en donde aportaba una nueva lectura del cuadro de Klee. Contrariamente a la imagen descrita por Benjamin en su alegoría del «Ángel de la historia», donde el ángel miraba al frente con ojos desorbitados, la autora sostenía que el ángel era estrábico, y sus ojos en realidad se torcían hacia los lados. Posteriormente, en una reseña del libro de Azoulay, la artista israelí Michal Heiman afirmaba que tanto Benjamin como su compatriota habían pasado por alto un detalle importante de la pintura. Según defendía Heiman en su artículo, Klee habría sugerido la doble naturaleza sexual del ángel dotándolo de un «órgano sexual puntiagudo» y ataviándolo con una falda.
La revisión del Angelus Novus propuesta por Heiman se suma a toda una serie de interpretaciones sobre la pintura, algunas de ellas basadas en aspectos biográficos, filosóficos y teológicos. Según el estudioso Stéphane Mosès, el ángel representa una alegoría de la «utopía mesiánica», que se resiste al progreso y que simboliza la catástrofe interminable. El filósofo Giorgio Agamben identifica al ángel con el hombre moderno, quien, al perder contacto con su pasado, es incapaz de encontrar su lugar en la historia.

## Historia

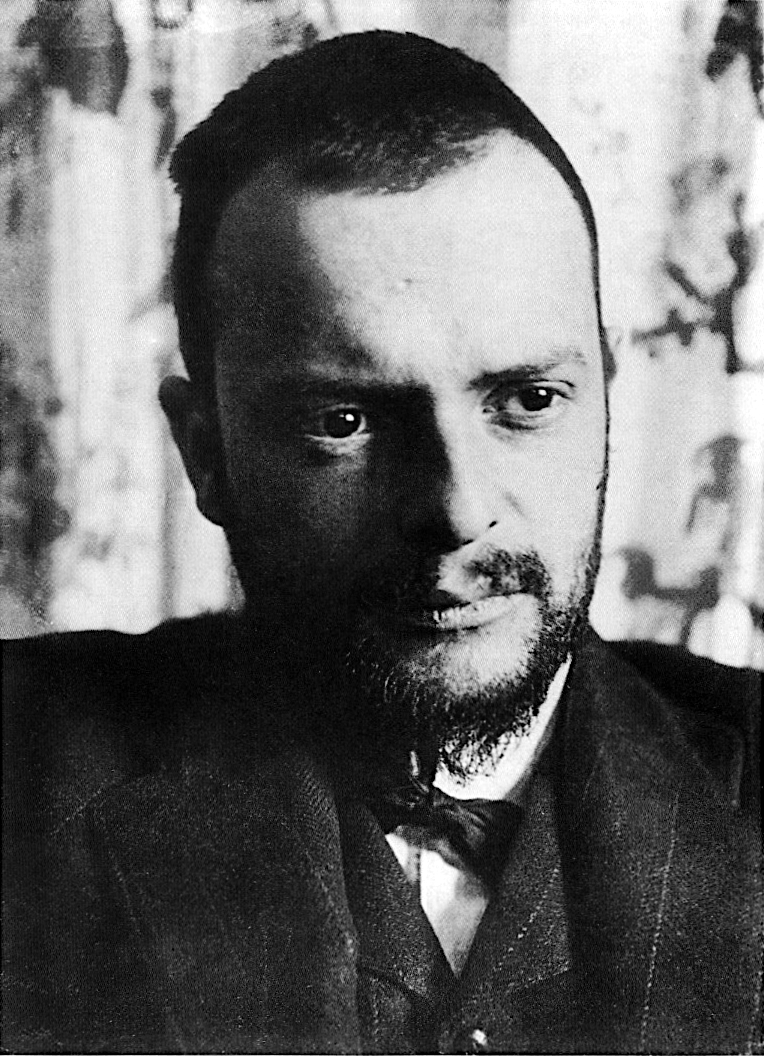
Paul Klee (1879-1940)

Paul Klee pintó Angelus Novus en un año decisivo para su carrera; en 1920 realizaba su primera gran exposición en Múnich, se disponía a unirse a la Bauhaus, y había publicado su credo artístico, Confesión creativa, donde explicaba su percepción metafísica de la realidad. Los seres mitológicos presentes en los cuadros del pintor suizo —durante sus últimos años de vida, plasmó medio centenar de ángeles celestiales— se enmarcan dentro de este contexto metafísico.
El cuadro suscitó el interés de Walter Benjamin, quien lo adquirió en 1921. Esta pintura tendría una importante repercusión en la vida de Benjamin, representando una fuente de inspiración constante y un catalizador de su pensamiento filosófico. Por todo ello, la obra le acompañaría hasta su muerte en todos los lugares donde el filósofo alemán fijó su residencia. En 1921, fundó una publicación llamada Angelus Novus, en parte como un intento de establecer lazos entre la vanguardia artística de la época y la leyenda talmúdica del «ángel nuevo». Benjamin también mencionaba la pintura de Klee en un ensayo de 1931, dedicado al escritor austriaco Karl Kraus, donde señalaba que la imagen permitía «reconocer a una humanidad que se acredita en la destrucción».
En 1933, el ascenso al poder del partido nazi precipitó su salida inmediata de Berlín y su exilio en la isla de Ibiza, adonde no pudo llevarse su preciada acuarela. Dos años más tarde, un amigo pudo recuperarla y enviársela a París, donde residía por entonces. A principios de 1939, trató sin éxito de vender la pintura —su única pertenencia— para poder costearse el pasaje a Estados Unidos. En junio de 1940, antes de abandonar París, sacó la lámina de su marco y la guardó junto con sus escritos en una maleta que entregó al escritor Georges Bataille, quien se encargó de ocultarla en la Biblioteca Nacional de la capital francesa. Finalmente, en septiembre de 1940, Benjamin se suicidó en Portbou, en la última parada de su huida infructuosa del régimen nazi.
Después de la Segunda Guerra Mundial, la obra pasó a manos del filósofo Theodor Adorno, quien, conforme a la última voluntad de Benjamin, la legó a Gershom Scholem, amigo personal del escritor y eminente erudito de la mística judía. Tras la muerte de Scholem, su viuda donó la obra al Museo de Israel, en Jerusalén, donde actualmente se exhibe como una de las joyas de la colección.

## Alegoría del «Ángel de la historia»

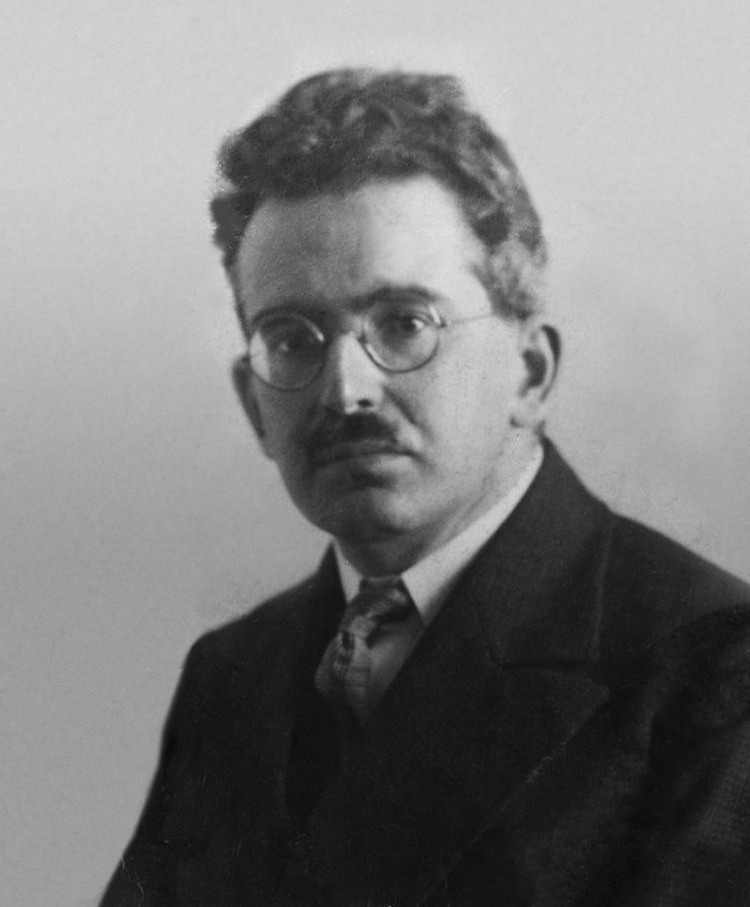
Walter Benjamin (1892-1940), propietario del Angelus Novus desde 1921 hasta su muerte

En su célebre ensayo Tesis sobre la filosofía de la historia, Walter Benjamin, inspirado por la lectura cabalística de su amigo Gershom Scholem, dejó escrito:

Hay un cuadro de Klee que se llama Angelus Novus. En él se muestra a un ángel que parece a punto de alejarse de algo que le tiene paralizado. Sus ojos miran fijamente, tiene la boca abierta y las alas extendidas; así es como uno se imagina al Ángel de la Historia. Su rostro está vuelto hacia el pasado. Donde nosotros percibimos una cadena de acontecimientos, él ve una catástrofe única que amontona ruina sobre ruina y la arroja a sus pies. Bien quisiera él detenerse, despertar a los muertos y recomponer lo despedazado, pero desde el Paraíso sopla un huracán que se enreda en sus alas, y que es tan fuerte que el ángel ya no puede cerrarlas. Este huracán le empuja irreteniblemente hacia el futuro, al cual da la espalda, mientras los escombros se elevan ante él hasta el cielo. Ese huracán es lo que nosotros llamamos progreso.
TESIS IX 

La reflexión sobre la historia constituye un hilo conductor del pensamiento de Benjamin, quien alzó una crítica radical contra la «razón histórica» y sus axiomas (las ideas de continuidad, de causalidad y de progreso). Al analizar la figura del Angelus Novus que el autor alemán expuso en sus Tesis sobre la filosofía de la historia, Susan Buck-Morss ha observado que «una construcción de la historia que mira hacia atrás más que hacia delante, hacia la destrucción de la naturaleza material tal como ésta realmente ocurrió, proporciona un contraste dialéctico al mito futurista del progreso histórico (que sólo puede afirmarse a través del olvido de lo que ha ocurrido)».
La alegoría benjaminiana del «Ángel de la historia», que mira hacia el pasado descubriendo la barbarie allí donde la historia se percibe como un continuo, supuso una crítica a los ideales quiméricos que alentaban el pensamiento de buena parte de la izquierda. En el relato, el ángel sobrevuela horrorizado las cenizas que arroja el pasado, al tiempo que no puede escapar del futuro, arrastrado por la vorágine del progreso; desde su atalaya, la noción de historia se entrelaza con las de memoria e identidad, en un instante en el que pasado, presente y futuro convergen.
Benjamin buscaba una teoría de la historia que permitiese analizar el fenómeno del fascismo y las causas que precipitaron la debacle de la izquierda europea en el periodo de entreguerras. Sus ideas al respecto influyeron notablemente en el pensamiento posterior de algunos filósofos de la Escuela de Fráncfort, como Theodor W. Adorno y Max Horkheimer.
Pese al tono apocalíptico que impregna el «Ángel de la historia» descrito por Benjamin, existen también lecturas optimistas en torno al mismo. El filósofo Jürgen Habermas, por ejemplo, sostiene que el ángel representa la posibilidad de redención o de transformación, al ser su mirada hacia el pasado una retrospectiva que se enfrenta al daño causado. Por su parte, el académico israelí Galili Shahar afirma —retomando la idea cabalística de daño y reparación (shever vetikkun)— que el concepto de historia de Benjamin envuelve «una débil fuerza mesiánica, una fuerza menor, que se ha comprometido a corregir males». En su libro Los restos de la revelación, el mismo autor añade: «Lo que fue derrotado, y olvidado, y reprimido, y borrado de las páginas de la historia, aún sigue en espera de ser revelado, y por ende, transformado. La redención implica la transformación del pasado».